# Amouguer
Amouguer  (in arabo اموكر‎?) è un centro abitato e comune rurale del Marocco situato nella provincia di Midelt, regione di Drâa-Tafilalet. Conta una popolazione di 4 840 abitanti (censimento 2014).